# Thomas de Molder
Pas d'image ? Cliquez ici

a Compétitions nationales et continentales officielles uniquement.

b Matchs officiels uniquement.
Dernière mise à jour le 20/10/2023.
Thomas de Molder, né le 22 juin 1992, est un joueur belge de rugby à XV qui évolue au poste de troisième ligne. 

## Biographie
Thomas de Molder, natif de Bruxelles, est formé au Boitsfort RC. En 2009, il rejoint le centre de formation du Lyon OU, où il reste jusqu'en 2013 avant de rejoindre le centre de formation de la Section paloise. Dans la même période, il devient international belge, disputant 9 rencontres entre 2013 et 2014.
Non conservé dans l'effectif professionnel palois, il débute en sénior sous les couleurs du Stade niçois en Fédérale 2. Après une saison, il quitte le club pour monter en Fédérale 1, au RO Grasse. Il y devient un joueur majeur, disputant 32 rencontres en deux saisons. Ses bonnes prestations lui permettent de retrouver la sélection belge en 2017, qu'il n'avait plus connu depuis 2014.
En 2018, il quitte Grasse pour rejoindre le Stade dijonnais. Néanmoins après une saison, il décide de changer de vie. Jusque là concentré sur le rugby, il décide d'entamer sa reconversion professionnelle. Il rejoint ainsi l'US Tyrosse, toujours en Fédérale 1, notamment grâce au soutien de l'international belge Thomas Vervoort. Après une première année mitigée à la suite de son changement de vie, il se dit satisfait de son début de saison 2020, notamment grâce au confinement, dont la « grosse coupure [lui] a permis de se remettre physiquement et de retrouver une grosse envie ».

## Statistiques

### En club
| 2016-2017 | RO Grasse       | 14 | 0  |
| 2017-2018 | RO Grasse       | 18 | 10 |
| 2018-2019 | Stade dijonnais | 15 | 0  |
| 2019-2020 | US Tyrosse      | 14 | 5  |
| 2020-2021 | US Tyrosse      | 4  | 0  |
| 2016-2021 | Total           | 65 | 15 |

### En sélection
| Année | Compétition      | Matchs | Points | Essais | Transf. | Drops | Pénal. |
| ----- | ---------------- | ------ | ------ | ------ | ------- | ----- | ------ |
| 2013  | ENC 1A 2012-2014 | 5      | 10     | 2      | -       | -     | -      |
| 2014  | ENC 1A 2012-2014 | 4      | -      | -      | -       | -     | -      |
| 2017  | REC              | 5      | 5      | 1      | -       | -     | -      |
| 2018  | REC              | 3      | -      | -      | -       | -     | -      |
| 2020  | REC              | 4      | 5      | 1      | -       | -     | -      |
| 2023  | REC              | 2      | -      | -      | -       | -     | -      |
| Total | Total            | 23     | 20     | 4      | -       | -     | -      |

| Essai | Adversaire | Lieu                                      | Compétition      | Date            | Résultat | Score |
| ----- | ---------- | ----------------------------------------- | ---------------- | --------------- | -------- | ----- |
| 1     | Espagne    | Petit Heysel, Bruxelles                   | ENC 1A 2012-2014 | 9 février 2013  | Nul      | 21-21 |
| 1     | Roumanie   | Petit Heysel, Bruxelles                   | ENC 1A 2012-2014 | 9 mars 2013     | Défaite  | 14-32 |
| 1     | Russie     | Petit Heysel, Bruxelles                   | REC 2017         | 18 février 2017 | Défaite  | 18-25 |
| 1     | Portugal   | Stade universitaire de Lisbonne, Lisbonne | REC 2020         | 1 février 2020  | Défaite  | 23-17 |